# Martha Cristiana
Martha Cristiana Merino Ponce de León (Puebla de Zaragoza, México, 27 de marzo de 1971) es una actriz y modelo mexicana de televisión, teatro y cine. Es conocida principalmente por su papel antagónico de Berenice Sandoval en la telenovela Cuando seas mía.

## Biografía
Su padre era arquitecto y su madre descendía de una élite política. Aunque nacida en Puebla, Martha pasó su infancia en Durango. Se inició en el mundo del espectáculo participando en concursos de belleza como Miss Puebla y Señorita México, ganando el Miss Dorian Grey. Fue tercer lugar en el certamen  Miss Internacional en 1987, convirtiéndose en una de las modelos mexicanas más famosas de los años 90. Posteriormente ha sido portada de revistas como ¡Hola!, Vogue, Elle y Marie Claire.
También es una diseñadora de joyas y en 2010 sacó su primera colección de joyería. Tiene tres hijos: Lucas, Mateo y Alberto.
En marzo de 2020, Martha Cristiana acusó a su exesposo Raúl Martínez Ostos de violencia de género, quien en la actualidad está casado con la también actriz Ana Serradilla.
En 2023 se consideró como integrante de Reinas de corazones, pero a pesar de que estuvo dentro de las fotografías oficiales, finalmente declinó por temas personales, y en su lugar ingresó la actriz Emma Escalante.
En mayo de 2024 se convirtió en la nueva directora de Miss Universo México, si bien, en junio de ese año renunció. Según alegó la actriz: ―por falta de inclusión y transfobia―.

## Filmografía

### Telenovelas
- 2000: DKDA: Sueños de juventud, como Host.
- 2001-2002: Cuando seas mía, como Berenice Sandoval de Sánchez Serrano.
- 2003: Enamórate, como Isadora de Serrano.
- 2003-2004: Mirada de mujer, el regreso, como Irene.
- 2004-2006: Los Sánchez, como Cecilia Uriarte.
- 2006: Amor sin condiciones, como Ximena Preciado-Mercenario.
- 2010: Vidas robadas, como Isabel Echeverría de Fernández-Vidal.
- 2018: Educando a Nina, como Andrea Paredes.

### Series
- 2017: Hoy voy a cambiar, como la madre de Charito.

### Cine
- 2000:	Todo el poder, como Patricia.
- 2001:	El segundo aire, como Martha.
- 2004:	Cero y van 4, como Cecilia.
- 2007:	Gente bien... atascada.
- 2008:	Lulú la del pez.
- 2009:	Miedo.